# Líska Karla IV.
Líska Karla IV. je památný strom, který rostl u válečného pomníku v Lázních Toušeň. Pojmenovaný je podle císaře Karla IV., který tato místa často navštěvoval.

## Základní údaje
- název: Líska Karla IV.[2], Karlova líska, Líska v Toušeni[1]
- výška: 21 m (1980)[1][3], 26 m (1999)[3]
- obvod: 303 (1980)[3])[1], 323 cm (1986)[3], 335 cm (1999)[3]
- průměr koruny: 20 m (1999)[3]
- výška kmene: 5 m (1999)[3]
- zdravotní stav: 2,5 (1999)[3]

Líska stála v místě zaniklého toušeňského zámku, který často navštěvoval Karel IV. Roku 2007 byla ochrana památného stromu ukončena s odůvodněním „částečně odumřelý, napaden hnilobou, havarijní stav, skácen“.

## Další zajímavosti
Fotografie lísky byla použita v 60. letech 20. století na pohlednici Toušeň.

## Památné a významné stromy v okolí
- Toušeňské lípy
- Toušeňská lípa
- Toušeňská alej
- Toušeňský dub
- Toušeňská babyka (zanikla, vyvrácena vychřicí)